# Leandro Ribeiro Sena
Leandro Ribeiro Sena (São João da Barra, Rio de Janeiro, 8 de juny de 1976) és un exfutbolista i entrenador brasiler. Ocupava la posició de migcampista i va militar a les lligues del seu país, l'espanyola i la saudita.

## Clubs
- 1998: America RJ
- 1999: Araçatuba
- 1999: Mirassol
- 99/00: CP Mérida
- 00/01: CA Osasuna
- 01/03: Elx CF
- 2004: Goytacaz
- 2004: Ituano
- 2005: Americano RJ
- 05/07: America RN
- 2008: Volta Redonda
- 2008: Treze
- 2008: ABC
- 08/09: Al Raed
- 2009: Alecrim